# Enron
Корпорация «Энрон» (англ. Enron Corporation) — американская энергетическая компания, обанкротившаяся в 2001 году. Штаб-квартира компании располагалась в Хьюстоне (штат Техас). Акции компании торговались на Нью-Йоркской фондовой бирже под тикером ENE. До банкротства в Энрон работало около 22 000 сотрудников в 40 странах мира и она являлась одной из ведущих в мире компаний, в таких областях как производство электроэнергии, транспортировка газа, газоснабжение, связь и целлюлозно-бумажное производство. В непроизводственном секторе компания занималась торговлей фьючерсами и производными ценными бумагами. Декларируемая выручка за 2000 год составила порядка 101 млрд долларов. Журнал Fortune называл Энрон «самой инновационной компанией Америки» в течение шести лет подряд. В конце 2001 года стало известно, что информация о финансовом состоянии компании в значительной степени была сфальсифицирована с помощью бухгалтерского мошенничества, известного как «Дело Энрон». 2 декабря 2001 года было объявлено о банкротстве компании. С тех пор Энрон стал популярным символом умышленного корпоративного мошенничества и коррупции.
Компания вышла из процедуры банкротства в ноябре 2004 года, в соответствии с утверждённым судом планом реорганизации, это было одно из крупнейших и наиболее сложных дел о банкротстве в истории США. Новый совет директоров изменил название компании Enron на Enron Creditors Recovery Corp., и сосредоточился на реорганизации и ликвидации отдельных активов Enron. 7 сентября 2006 года Enron продала Prisma Energy International, свой последний оставшийся бизнес, компании Ashmore Energy International Ltd (в настоящее время AEI).

## История
Корпорация Энрон была образована в 1985 году в результате слияния компаний InterNorth и Houston Natural Gas.

### «Дело Энрон»
Банкротство компании, произошедшее в 2001 году в итоге крупного скандала, получившего название «Дела Enron», стало одним из крупнейших в мировой истории. Основным обвинением, выдвигавшимся против «Энрон», была фальсификация отчётности, вводившая в заблуждение инвесторов. В ходе разгоравшегося скандала покончил с собой вице-президент компании Клиффорд Бакстер. Было вскрыто использование различных финансовых и офшорных схем. Для проведения аферы было создано много юридических лиц, которые располагались преимущественно в офшорных зонах. По одному юридическому адресу (Джорджтаун, а/я 1350) на Каймановых островах были зарегистрированы 692 дочерние компании. Несмотря на сложность схем, принцип их действия был прост: с одной стороны, операции с электроэнергией, проводимые через дочерние компании, увеличивали себестоимость и продажную цену электричества, с другой стороны, на офшоры оформлялись долги корпорации, которые руководство не хотело афишировать. Таким образом, афера Enron заключалась в сокрытии не доходов, а убытков. Существенными для дела Enron оказались факты участия в фальсификации отчётности специалистов аудиторской компании Arthur Andersen, дававшей положительные заключения об отчётности компании.
Среди причин кризиса и краха компании называют в первую очередь отсутствие эффективной системы внешнего и внутреннего контроля, а также противоречие между интересами менеджеров высшего звена, получающих вознаграждение в процентах от показанной бухгалтерской прибыли, и интересами корпорации в целом. Данный конфликт интересов заставлял менеджмент компании скрывать убытки и завышать доходы. Среди пострадавших от краха компании инвесторы — владельцы ценных бумаг компании и работники компании.
Банкротство Enron оказало огромное влияние на многие сферы экономической жизни (в первую очередь корпоративной) как в США, так и за их пределами. Деятельность по систематическому сокрытию убытков путём модификации отчётности получила название «энронинг» (англ. enroning). В результате краха Enron и в целях недопущения повторения аналогичных ситуаций в будущем в законодательство многих стран были введены нормы, регулирующие соответствующие отношения. Также многими ведущими компаниями была пересмотрена корпоративная этика и локальные акты, регулирующие управленческий и бухгалтерский учёт, введена обязательная система внутреннего многоступенчатого финансового контроля, ужесточены правила к отбору и обеспечению независимости аудиторов и приняты меры к ротации аудиторских фирм.
Одним из итогов «Дела Энрон» стало принятие американскими законодателями закона Сарбейнза — Оксли, ужесточившего требования к финансовой отчётности, а также распад аудиторской компании Arthur Andersen, до этого входившей в «большую пятёрку» аудиторских компаний мира.

## В культуре
- Pipe Dreams: Greed, Ego, and the Death of Enron[англ.] — книга об «Энрон».
- «Enron. Самые смышлёные парни в этой комнате» — документальный фильм 2005 года о крахе компании.
- «Триумф мёртвого Левиафана. Финансово-экономический роман о компании Энрон Архивная копия от 24 апреля 2011 на Wayback Machine» — Сергей Голубицкий.
- «The Crooked E: The Unshredded Truth About Enron» («Афера века», 2003 год) — телевизионный фильм о последних днях компании, позднее выпущенный на DVD.
- К 20-летнему юбилею краха Enron вышла серия подкастов Bad Bets журналистов The Wall Street Journal, лично освещавших происходившее в начале 2000-х годов, а в последней серии участвовал Эндрю Фастоу, после заключения ставший консультантом по этике бизнеса[9].
- С целью шутки, компания упоминается в Супергеройском кино, где смертельно раненный отец главного героя завещает ему продать акции «пустышки»  Google, а на вырученные деньги купить ации Enron.